# BrainPort
BrainPort — термин, индивидуализирующий технологию, основанную на принципе сенсорного замещения – использование альтернативных путей передачи информации в мозг, в случае повреждения или непроходимости основных проводящих путей. В данном случае, в качестве универсального альтернативного канала использовалась передняя поверхность языка – участок кожи с максимальной плотностью рецепторов и нервных окончаний тройничного и лицевого нервов. Используя матрицу электродов на языке и принципы кодирования сенсорной информации посредством электротактильной стимуляции можно передать в мозг широкий спектр различной информации, полученной от внешних устройств – видеокамеры, микрофона, акселерометра и т.д.  
BrainPort Vision Device, первый прибор разработанный для слепых и слабовидящих, передает в реальном времени двухмерную картинку, полученную с видеокамеры, на матрицу электродов на языке. Анализируя динамический паттерн элекротактильной стимуляции, человек способен использовать полученную информацию для навигации и ориентации в пространстве, обнаружения и распознавания объектов и изображений, иными словами, BrainPort Vision device дает возможность слепому человеку "увидеть" окружающее пространство. Человеческий мозг в состоянии интерпретировать эти импульсы как зрительные сигналы.
BrainPort Balance Device, второй прибор в линейке продуктов, был разработан для пациентов с нарушениями вестибулярной системы, когда нарушается чувство равновесия, ощущение вектора тяжести, что приводит к трудностям в сохранении позы, ходьбы, сна, зрительного восприятия, когнитивным нарушениям. В этом комплекте в качестве источника информации использовался двух-мерный акселерометр, который отслеживал положение головы пациента в пространстве. Используя язык, пациент был способен чувствовать как центральное положение головы, так и оценивать отклонение головы от центра, учитывая направление и скорость, что позволяло сохранять и развивать устойчивость и равновесие, даже с закрытыми глазами.
Автором термина BrainPort (ворота в мозг) является один из разработчиков технологии Юрий Петрович Данилов, который в 1998 году был принят Полом Бах-У-Ритой в состав лаборатории. В 2004 году была основана компания Wicab Inc. , которая нацелена на развитие приборов для сенсорного замещения, основываясь на технологии BrainPort.
После смерти Пола Бах-и-Рита, Юрий Данилов покинул Wicab Inc и основал совместно с  Kurt Kaczmarek и Mitchell Tyler лабораторию тактильной коммуникации и нейрореабилитации   (анг. Tactile Communication and Neurorehabilitation Laboratory (TCNL)) Университета штата Висконсин (США). (Главные сотрудники лаборатории: Kurt Kaczmarek, Yuri Danilov, Mitchell Tyler), которая занялась исследованиями возможностей применения технологии для нейрореабилитации больных с нарушением двигательных функций используя неинвазивную стимуляцию языка. В процессе исследований была обнаружена возможность при помощи стимуляции языка значительно усилить и ускорить способность центральной нервной системы к самовосстановлению, используя механизмы нейропластичности.
В 2018 командой ученых и инженеров из Петербурга разработан нейростимулятор Нейропорт, который является первым отечественным прибором, реализующим метод транслингвальной электростимуляции. Сохраняя все характеристики, обеспечивающие сенсорное замещение, прибор обладает рядом эксплуатационных преимуществ по сравнению с американским аналогом.
Так в приборе отсутствует необходимость периодического перепрограммирования языковой пластины. Кроме того, имеется возможность изготовления  языковых пластин с учетом индивидуальных особенностей прикуса.

## Portable Neuromodulation Stimulator (PoNS)
В TCNL был разработан прибор Portable Neuromodulation Stimulator (PoNS), в котором также использована технология интенсивного воздействия на афферентные нервные волокна тройничного и лицевого нервов, но без дополнительных внешних устройств, реализованная в части медицинской реабилитации больных с нарушением сенсо-моторных функций. Комбинация транслингвальной стимуляции (TLNS) с помощью прибора PoNS и специализированной терапии получило название CN-NINM технологии Cranial Nerve Non-Invasive NeuroModulation.
После успешных лабораторных исследований на пациентах с травмой мозга, инсультами, рассеянным склерозом и болезнью Паркинсона, для внедрения CN-NINM технологии была создана компания NeuroHabilitation Corporation (NHC), в настоящий момент Helius Medical Technologies, Inc.
О сущности технологии и результатах применения Portable Neuromodulation Stimulator (PoNS) Юрий Петрович Данилов докладывал на русском языке на конференции «Вейновские чтения» (2012).

## Развитие технологии
В настоящее время в США использование технологии разделилось на два направления: компанией Wicab Inc используется технология сенсорного замещения BrainPort, для возможности визуализации окружающего пространства у слепых пациентов с вестибулярными нарушениями, а компанией Helius Medical technologies развивается технология неинвазивной нейростимуляции для реабилитации больных с нарушением сенсо-моторных, двигательных и  когнитивных функций.
В России и странах СНГ развитием технологии, совместно с Юрием Петровичем Даниловым, занимается Евгений Владимирович Бугорский, основавший в Подмосковье клинику RehaLine. Благодаря исследованиям коллектива был разработан метод активного подавления тиннитуса, применение технологии для лечения когнитивных расстройств, а совместно с коллегами из Санкт-Петербургского ГБУЗ "Городская больница №40" доказана возможность использования технологии для лечения больных ДЦП.